# Polizeiruf 110: Live in den Tod
Live in den Tod ist ein deutscher Kriminalfilm von Manfred Stelzer aus dem Jahr 1998. Der Fernsehfilm erschien als 199. Folge der Filmreihe Polizeiruf 110.

## Handlung
Harry Malz will als Sensationsjournalist das große Geld machen. Bisher beschattete er fremdgehende Männer und nahm das Zusammentreffen von Mann, Frau und Geliebter auf Video auf, doch sind derartige Szenen für das neue, sensationslüsterne Publikum inzwischen uninteressant. Senta Scharfenberg, die entsprechende Filme aufkauft, macht Harry klar, dass er mehr bieten muss. Kurz darauf brennt das Asylbewerberheim in Schwerin und Harry ist live mit der Kamera dabei, hat er doch die Brandstiftung in die Wege geleitet. Er rettet zudem vor laufender Kamera einen Mann aus Ruanda. Der hat erst an diesem Tag seine kleine Tochter Namaka in die Arme schließen können, die als blinder Passagier auf einem Frachter nach Deutschland gereist ist. Der Vater wird ins Krankenhaus eingeliefert und Namaka bleibt bei Harry. Der weiß nicht, wohin mit dem Mädchen, und lässt sie bei seinem Freund Karl Hauser. Karl ist ein Verlierer, hat keine Arbeit und lebt in einem Wohnwagen. Geld erwirtschaftet er mit Kleindelikten.
Kriminalhauptkommissar Jens Hinrichs wird mit der Aufklärung des Brandanschlags auf das Asylbewerberheim beauftragt. Sein herzkranker Kollege Groth wird aus dem Fall herausgehalten, mischt sich aus persönlichem Interesse jedoch trotzdem ein. Harry kann unterdessen die Aufnahmen vom Brand gewinnbringend an Senta verkaufen, schafft es jedoch nicht, weitere gleichwertige Bilder aufzunehmen, obwohl er selbst vor einem Interview mit einer schwerverletzten Selbstmörderin kurz nach dem Sprung nicht zurückschreckt.
Karl wird die Luft in Schwerin zu eng. Als sein Wohnmobil wegen fehlendem TÜV und nie gezahlten Steuern eingezogen wird, hat er genug. Vor Harry kündigt er an, eine Bank ausrauben zu wollen. Mit dem Geld plant er auszuwandern. Harry sieht seine große Chance gekommen und organisiert von Karl unbemerkt eine große Liveausstrahlung des Raubes. Karl erbeutet beim Banküberfall nur 5.000 D-Mark. Harry erschwert seine Flucht, um bessere Bilder zu bekommen. Zudem setzt er ihm Namaka ins Auto. Als Hinrichs und Groth mit weiteren Polizisten Karl auf offener Strecke mit Polizeifahrzeugen einkreisen, nimmt Karl zum Schein Namaka als Geisel. Ihr erklärt er die Szenerie als Scherz. Harry wiederum ist kurz darauf mit Kamera zur Stelle und bietet sich als Vermittler an. Er begibt sich zu Karl in den Wohnwagen und filmt von nun an die Geschehnisse, wobei er Karl nicht erzählt, dass jede Szene live auf Sendung geht. Über eine telefonische Verbindung zu Hinrichs kann die Weiterfahrt des Wohnwagens durchgesetzt werden, wobei die Ermittler in einigem Abstand folgen.
Harry dramatisiert das Geschehen während der Übertragung und führt Interviews mit Karl, der zunehmend gereizter wird. Er fährt planlos durch die Gegend, gesteht einer Apothekerin in Schwerin seine Liebe und wird vor laufender Kamera zurückgewiesen, und hält schließlich an einem Gasthof. Der Gasthof wird umstellt und die Gastwirte können schon bald die Bilder, die Harry dreht, live im Fernseher in der Küche verfolgen. Weil er nicht bedient wird, begibt sich Karl in die Küche und sieht, dass alles live übertragen wird. Er bittet Harry in die Küche und erschießt ihn vor laufender Kamera. Die Live-Übertragung bricht ab. Vor dem Gasthof lässt Karl Namaka gehen, da sich Groth als Austauschgeisel anbietet. Die Fahrt endet schließlich in einem Ort, in dem Karl Teile seiner Kindheit verbracht hat. Sein Bruder steigt in den Wohnwagen zu und berichtet, dass die ganze Familie vorm Fernseher alles verfolgt hat. Beide machen Musik, während das Wohnmobil umstellt wird. Als Karl das nächste Mal die Tür des Wagens öffnet, wird er von mehreren Schüssen getroffen und stirbt. Ein anderes Kamerateam ist vor Ort und nimmt seinen Tod live auf. Auch Hinrichs wird gezeigt, der den geschockten Groth aus dem Wohnmobil holt. Fernsehbilder zeigen, wie Hinrichs die Kamera abzuwehren versucht.

## Produktion
Live in den Tod wurde ab März 1997 unter dem Arbeitstitel Die Medienqualle in Schwerin und Umgebung sowie im Hafen Rostock gedreht. Ein Drehort war die Apotheke am Schelfmarkt in der Schelfstadt. Die Kostüme des Films schuf Heidi Plätz, die Filmbauten stammen von Peter Bausch. Der Film erlebte am 15. März 1998 im Ersten seine Fernsehpremiere. Die Zuschauerbeteiligung lag bei 12,6 Prozent.
Es war die 199. Folge der Filmreihe Polizeiruf 110. Die Kommissare Hinrichs und Groth ermittelten in ihrem 10. Fall.

## Kritik
Die Tageszeitung kritisierte das Drehbuch: „‚Live in den Tod‘ hat der nichtsahnende Fernsehfreund offenbar einer Macher-Crew zu danken, die sich noch vielmals dümmer anstellt als die Figuren, die sie ins Rennen schickt.“ Kritik und auch Medienkritik müsse „schon halbwegs realistisch bleiben“, um ernst genommen zu werden. Auch die Süddeutsche Zeitung schrieb, dass im Film alles „maßlos überzogen“ sei: „[N]atürlich sehen Fernsehstudios nicht derart gestylt aus, natürlich sind Skrupellose nicht so skrupellos. Aber es funktioniert“. Die wirklich Schwachen seien im Film die Ermittler, die zeigen, dass „Verlierertypen offensichtlich auch bei der Polizei landen können“. „Die Jagd nach ‚News‘ verselbstständigt sich: unaufhaltsam und spannend“, schrieb die TV Spielfilm, und fasste zusammen: „Treffsichere Medienschelte toll gefilmt!“ „Ein glänzend aufgelegter Armin Rohde als selbsternannter Reporter und dessen Kumpel (Ingo Naujoks) spielen alle übrigen Mimenkollegen an die Wand“, befand Der Spiegel.